# Teschio di cervo
Teschio di cervo è un termine utilizzato in araldica per indicare la figura di una testa di cervo scarnificata e orientata di fronte.

Teschio di cervo
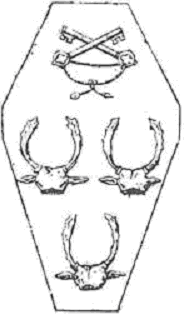
Tre teschi di cervo nello stemma del cardinale Francesco Soderini
Teschio di cervo d'oro nello stemma di Cervere